# Prospekt Włodzimierski w Petersburgu

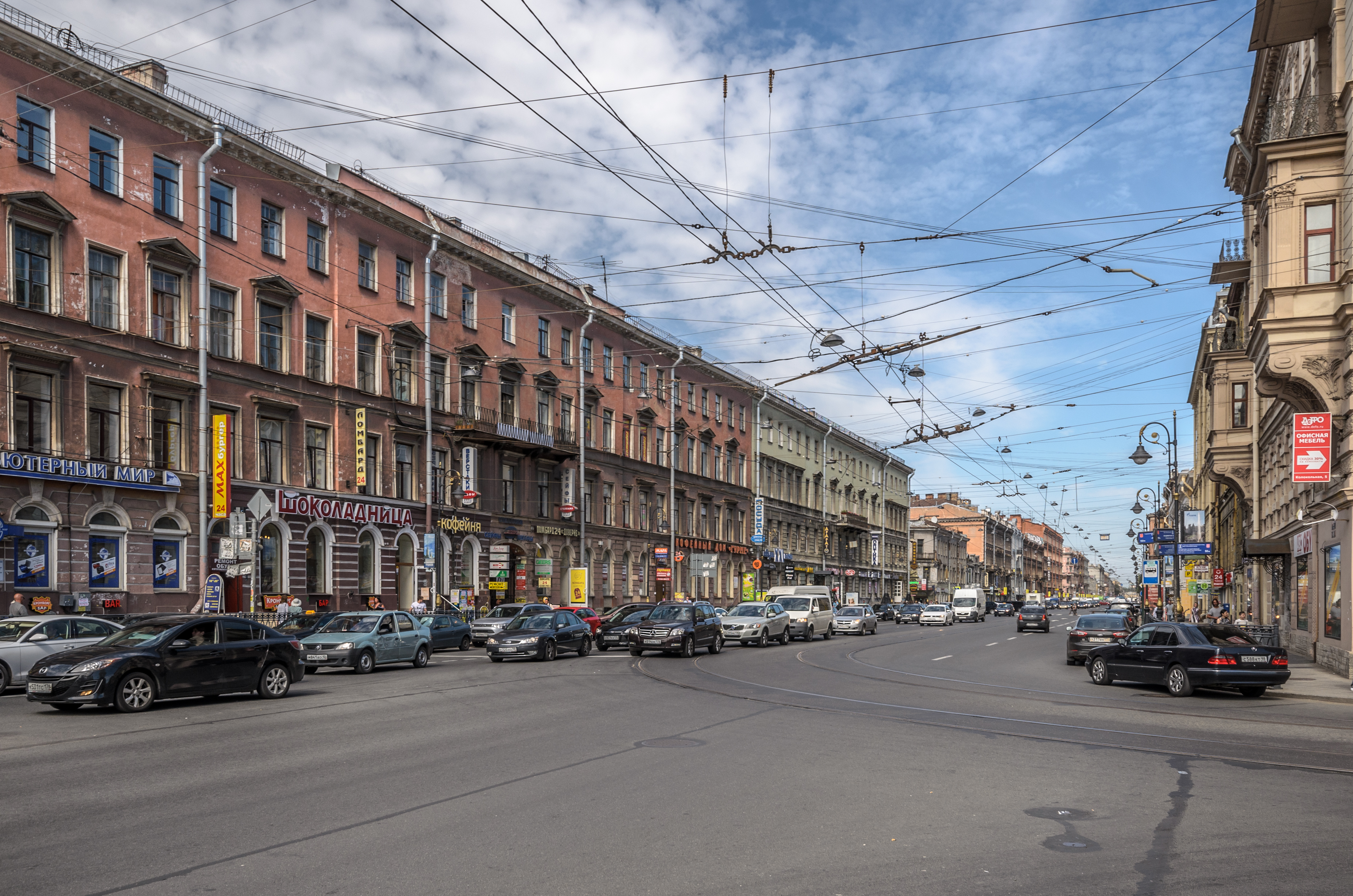
Widok ogólny

Prospekt Włodzimierski (ros. Владимирский проспект, Władimirskij prospiekt) – jedna z głównych ulic w historycznym śródmieściu Petersburga, w rejonie centralnym miasta. Rozpoczyna swój bieg na Placu Włodzimierskim, u zbiegu z Prospektem Zagorodnym i kończy na skrzyżowaniu z Newskim Prospektem. Tworzy jeden ciąg komunikacyjny z Prospektem Litiejnym, który zaczyna bieg po przeciwległej stronie Newskiego Prospektu. Łączna długość ulicy wynosi 450 m.

## Historia
Ulica została wytyczona w latach 60. XVIII w. w celu połączenia w jeden ciąg Prospektu Litiejnego i Prospektu Zagorodnego, w oparciu o projekt sporządzony jeszcze w 1739 r. Do 1806 r. lub według innego źródła do 1830 r. funkcjonowała jako część Prospektu Litiejnego. Następnie w użycie weszła nazwa odnosząca się do soboru Włodzimierskiej Ikony Matki Bożej. W I poł. XIX w. ulica została zabudowana budynkami murowanymi, przez cały XIX w. i na pocz. XX w. wznoszono przy niej kamienice i budynki użytkowe. Okolicę tę w XIX- pocz. XX w. zamieszkiwali rzemieślnicy, artyści, urzędnicy.
W 1919 r. prospekt przemianowano, nadając mu imię rewolucjonisty Siemiona Nachimsona. Nazwę przedrewolucyjną przywrócono w 1944 r.

## Znaczące budynki
- hotel Moskwa pod nr 2[3]
- dom Korsakowa pod nr 12, wzniesiony w latach 1826-1828 według projektu A. Michajłowa, po 1917 r. Teatr im. Lensowietu[3]
- kamienica Fredericksa pod nr 15, wzniesiona w I poł. XIX w.[4]
- sobór Włodzimierskiej Ikony Matki Bożej